# Allée couverte de Saint-Nizon
L'allée couverte de Saint-Nizon est située dans la commune de Malguénac, dans le département français du Morbihan.

## Historique
Le monument a été fouillé vers 1899-1900 par Paul Aveneau de la Grancière. Il a été classé au titre des monuments historiques par arrêté du 20 novembre 1963.

## Description
L'allée couverte est incluse dans un tumulus de 11 m de long sur 7 m de large. Elle est orientée est/ouest. Elle mesure environ 7 m de long (4,30 m pour le couloir et 2,70 m pour la chambre) et sa hauteur moyenne est de 1,60 m. Elle est délimitée par cinq orthostates côté est et quatre côté sud. La chambre est plus large (sur 1,60 m de large ) que le couloir (0,90 m). L'allée couverte comporte une petite cellule terminale à son extrémité sud-ouest. Toutes les dalles sont en granite d'origine locale. Aucune table de couverture n'a été retrouvée.
Lors des fouilles, Aveneau de la Grancière découvre, à l'intérieur de la chambre, une première couche de terre mélangée de pierres de 0,25 cm d'épaisseur reposant sur un dallage constitué de pierres plates d'environ 10 cm d'épaisseur. La dépose de ce dallage permet de dégager une seconde couche de terre fine mêlée de cendres correspondant à la couche archéologique (10 cm d'épaisseur) reposant elle-m^me sur un second dallae (10 cm d'épaisseur). La dépose du second dallage révèle une couche d'argile foulée de 0,65 cm d'épaisseur reposant sur le sol naturel.

## Mobilier archéologique
La couche archéologique contenait de la cendre et des charbons de bois, quelques débris osseux et un matériel archéologique lithique et céramique : 
- une belle hache polie en diorite;
- deux lames de silex;
- deux grandes lames en quartz taillées en grattoir;
- six percuteurs (quatre en quartz, deux en granite);
- quatre galets et deux fragments en schiste ardoisier;
- un fragment de pointe de javelot barbelée en os;
- un vase à fond rond et pâte grossière bien cuite de couleur brune, comportant deux petites bosses;
- un vase à fond rond, constitué d'une pâte fine assez bien cuite;
- un vase caliciforme, en terre lustrée de couleur rouge, à pâte fine et bien cuite, comportant un décor imprimé de bandes pointillées et de cordelettes.